# Бедл, Янош
Янош Бедл (венг. Bedl Janos; 10 сентября 1929 — 9 декабря 1987) — венгерский футболист и тренер.

## Тренерская карьера
Бедл дебютировал 13 сентября 1964 года в качестве играющего тренера мальтийского клуба «Слима Уондерерс» в матче против «Динамо Бухарест» в рамках Кубка европейских чемпионов. В игре с румынами «Уондерерс» показали слабую игру. На стадионе собралась большая публика, чтобы посмотреть, как играет новый футболист. В то время легионеры на Мальте были редкостью, и подписание Бедла создало немалый ажиотаж. Он вызвал большой интерес, но его дебютное выступление было настолько слабым, что руководство клуба попросило его сосредоточиться исключительно на тренерской деятельности.
В ходе тренерской работы Бедл сменил формацию «Уондерерс» на новую, 4-2-4, которая в те времена была очень популярна в Европе. «Слима» стала лучшей командой на острове, получив большое количество наград за время тренерства Бедла.
В 1966 году Бедл возглавил национальную сборную Мальты. Под его руководством команда провела два матча против сборной Ливии 13 февраля и 27 марта, оба выиграла со счётом 1:0.
В 1967 году он тренировал «Питтсбург Фантомс» из NPSL. В 1968 году NSPL объединилась с Объединённой футбольной ассоциацией для формирования Североамериканской футбольной лиги. Затем два года тренировал «Канзас-Сити Сперс». Он был признан в 1968 году тренером года NASL.
В октябре 1974 года он был тренером команды «Вупперталь» из Бундеслиги. Он дебютировал 2 ноября 1974 года в матче против «Шальке 04», последние победили с минимальным счётом. В 1975 году после понижения команды в классе до Второй Бундеслиги он покинул клуб. Бедл также тренировал такие немецкие клубы, как «Рот-Вайсс» из Эссена, дортмундская «Боруссия» и «Рот-Вайсс» (Оберхаузен). Тренер из Венгрии трижды возглавлял бельгийский «Льерс»: с 1972 по 1973, с 1975 по 1977 и с 1981 по 1982 годы.
9 декабря 1987 года Бедл погиб в автокатастрофе в Германии.